# Muelas del Pan
Muelas del Pan és un municipi de la província de Zamora a la comunitat autònoma de Castella i Lleó.

## Demografia
| 1991 | 1996 | 2001 | 2004 |
| ---- | ---- | ---- | ---- |
| 940  | 944  | 856  | 844  |

## Administració
| Període      | Nom de l'alcalde/-essa   | Partit polític | Data de possessió |
| ------------ | ------------------------ | -------------- | ----------------- |
| 1979 - 1983  | González Liedo           | PSOE           | 19/04/1979        |
| 1983 - 1987  | González Liedo           | PSOE           | 28/05/1983        |
| 1987 - 1991  | Francisco Áñez Bartolomé | CDS            | 30/06/1987        |
| 1991 - 1995  | Francisco Áñez Bartolomé | CDS-PP         | 15/06/1991        |
| 1995 - 1999  | Diego Martín Áñez        | PP             | 17/06/1995        |
| 1999 - 2003  | Diego Martín Áñez        | PP             | 03/07/1999        |
| 2003 - 2007  | Manuel Arribas Martín    | PP             | 14/06/2003        |
| 2007 - 2011  | Manuel Arribas Martín    | PP             | 16/06/2007        |
| 2011 - 2015  | n/d                      | n/d            | 11/06/2011        |
| 2015 - 2019  | n/d                      | n/d            | 13/06/2015        |
| 2019 - 2023  | n/d                      | n/d            | 15/06/2019        |
| Des del 2023 | n/d                      | n/d            | 17/06/2023        |